# Metropolitan Police Football Club
El Metropolitan Police Football Club es el club de fútbol de la Metropolitan Police Service, originalmente constaba de policías en servicio, pero esta regla fue quitada cuando el Comisionado rechazó sancionar el tiempo libre para el equipo. El equipo no ha tenido un oficial activo que juegue para ellos desde 2011, y el equipo consiste en una mezcla de futbolistas semiprofesionales.
Ellos juegan fuera de Londres en Molesey, Surrey y juegan en la Isthmian League Premier Division.

## Historia
El club se formó en 1919 y jugó amistosos hasta que se unió a la Spartan League en 1928, una liga en la que jugó hasta 1960. El club se cambió a la Metropolitan League en 1960, y se unió a la Southern Football League en 1971. Ellos se unieron la Isthmian League Recién formada en Division Two en 1977 y ascendieron en el primer intento. En 1982 se acercaron a la promoción, perdiendo por solo dos puntos, pero en 1985 fueron relegados atrás a la Division Two. En 1988 volvieron a ascender una vez más, pero 1991 volvió a caer a la Division Two una vez más, donde permanecieron hasta que la reorganización de la liga en 2002 los vio colocados en la Division One South. En 2004 la liga fue reorganizada de nuevo y the Met jugó en la Division One durante dos años, pero en 2006 las divisiones regionalizadas regresaron.
En 2010, Metropolitan Police ganó su primer trofeo senior, superando al AFC Wimbledon 5-3 en los penaltis tras un empate de 4-4 en la final de la London Senior Cup. Terminaron la temporada 2010-11 como campeones de la División Istmian League One South, ganando la liga por una diferencia de goles sobre Bognor Regis Town.

## Estadio
Metropolitan Police juega sus partidos en casa en el Club de Deportes de la Policía Metropolitana (Imber Court), Ember Lane, East Molesey, Surrey, KT8 OBT.
La casa del club es Imber Court una instalación deportiva policiaca de uso general que la Fuerza adquirió en 1919. Desde la década de 1980 se han producido mejoras significativas en el terreno, incluyendo un nuevo stand, financiado por un plan de lotería de la Fuerza.

## Palmarés

### Torneos nacionales
- Isthmian League Division One South

Campeones 2010–11
- Isthmian League Division Two

Subcampeones 1977–78

### Copas
- London Senior Cup

Campeones 2009–10
Subcampeones 1934–35, 1940–41, 2013–14
- Surrey Senior Cup

Campeones 1932–33, 2014-15
Subcampeones 2006–07, 2013–14

## Récords del club
- Mejor posición en la liga: 5ª en Isthmian League Premier Division, 2014–15
- Mejor posición en la FA Cup: 1ª ronda, 1931–32, 1984–85, 1993–94, 2012–13[4]
- Mejor posición en la FA Amateur Cup: Semifinales, 1933–34[4]
- Mejor posición en la FA Trophy: 2ª ronda, 1989–90[4]
- Mejor posición en la FA Vase: Cuarto de finales, 1994–95[4]